# 안마시술소
안마시술소(按摩施術所) 또는 안마방(按摩房)은 고객들이 안마를 받을 수 있는 사업체이다.

## 자격
대한민국에서 안마사 자격증이 있는 사람이 하게 되어 있는데, 안마사 자격은 맹인에게 주어진다. 안마사 자격을 맹인에게만 주는 규정은 보건복지부령으로 정해져 있었으나 현재 의료법에서 규정하고 있다.

## 비평
성매매특별법 이후로 안마시술소는 더욱더 음지화되어 인터넷 싸이트로 홍보하며 온라인 포주시대를 열기도 했다. 사회적 물의를 일으키고 있는 실정이다. 경찰의 단속에도 불구하고 성매매의 뿌리는 뽑지 못하고 있다.
최근에는 시각 장애인이 아닌 사람이 스포츠마사지, 외국식마사지 등으로 마사지 업에 뛰어들면서, 안마사 단체와 갈등을 빚고 있다.
전국 안마시술소는 장애인 이외에 여종업원을 고용하여 성매매등 퇴폐 영업을 하고 있다. 안마시술소에 대한 성매매 단속은 안마사로 일하는 시각장애인의 생계를 위협하기 때문에 시각장애인들은 과도한 단속에 반대하고 있다.

## 성매매
공론화되어 있는 성매매이지만 쉬쉬하는 것이 현실이다. 모든 안마시술소는 성매매업소라고 말 할 수 있다. 브로슈어와 같은 전단지에서 이제는 인터넷으로 홍보의 범주를 넓히고 있어 사회적인 문제가 야기된다. 2014년 6월 19일 보건복지부는 안마시술소 및 이발소 등의 퇴폐시설에 대해 강력 단속을 펼치기로 시사 했다.

## 같이 보기
- 안마